# Les Grandes Personnes (film, 2007)
Pour les articles homonymes, voir Les Grandes Personnes.
Pour plus de détails, voir Fiche technique et Distribution.
Les Grandes Personnes est un film franco-suédois réalisé par Anna Novion en 2007, sorti en 2008.

## Synopsis
Albert emmène sa fille Jeanne pour fêter ses 17 ans, en vacances sur une île suédoise, dans l'archipel de Göteborg. Albert est intéressé par la recherche d'un trésor viking. Mais leur location est déjà occupée à leur arrivée, et rien ne va se dérouler comme prévu.

## Fiche technique
- Titre : Les Grandes Personnes
- Réalisation : Anna Novion
- Scénario : Anna Novion, Béatrice Colombier et Mathieu Robin
- Directeur de la photographie : Pierre Novion
- Musique : Pascal Bideau
- Montage : Anne Souriau
- Montage son : Boris Chapelle
- Mixage : Christophe Vingtrinier
- Chef décorateur : Gert Wibe
- Costumiers : Sara Pertman et Fabio Perone
- Maquilleuse : Lucky Nguyen
- Ingénieur du son : Benjamin Rosier
- Scripte : Marie Ducret
- Direction de production : Martina Eriksdotter, Edmée Millot et Elisabeth Perez
- Sociétés de production : Moteur S'il Vous Plaît Production
- Pays :  France
- Langue originale : français, suédois, anglais
- Format : 1.85:1 - 35 mm - Dolby SRD
- Genre : comédie dramatique
- Durée : 84 minutes
- Date de sortie :  France : 12 novembre 2008
- Distribution : Mémento Films

## Distribution
- Jean-Pierre Darroussin : Albert
- Anaïs Demoustier : Jeanne
- Judith Henry : Christine
- Lia Boysen (en) : Anika
- Jakob Eklund (en) : Per
- Björn Gustafsson (en) : Johan
- Anastasios Soulis (en) : Magnus
- Dag Malmberg : le père de Magnus
- Asa Karlin : la mère de Magnus

## Autour du film
Un film américain sorti en 2008, King of California, réunit également un père à la recherche d'un trésor ancien, interprété par Michael Douglas, et sa fille, interprétée par Evan Rachel Wood. L'action se situe en Californie, et le trésor est celui de l'Espagnol Juan Garces lors de l'exploration de la Californie. Les deux films sont très différents par ailleurs.